# Euspilotus myrmecophilus
Euspilotus myrmecophilus är en skalbaggsart som först beskrevs av Heinrich Bickhardt 1910.  Euspilotus myrmecophilus ingår i släktet Euspilotus och familjen stumpbaggar. Inga underarter finns listade i Catalogue of Life.